# Freude (Astrologie)
Die Freude (lateinisch laetitia) ist in der Astrologie sowohl eine akzidentielle als auch eine essentielle Würde eines Planeten. Man kann die Bezeichnung auch als Umschreibung für die maximal bevorzugte Stellung eines Planeten verstehen.
Als akzidentielle Würde, also in Abhängigkeit von Ort und Zeit eines Horoskops, ist ein Planet „in Freude“ in einem der 12 Häuser, als essentielle Würde ist er in einem der 12 Tierkreiszeichen in Freude.
Das Tierkreiszeichen ist dabei eines, in dem der betreffende Planet zugleich Herrscher ist. Da die Lichter Sonne und Mond nur in jeweils einem Zeichen herrschen, besteht bei diesen keine Auswahlmöglichkeit.
Bei den anderen Planeten, die in je zwei Zeichen herrschen, nämlich einmal als Tagherrscher und einmal als Nachtherrscher, bestimmt sich das Zeichen, in dem der Planet in Freude ist, danach, wo er – zum Beispiel als Triplizitätsherrscher – zusätzlich bevorzugt ist. Zum Beispiel ist Saturn Herrscher in Wassermann und Steinbock, im Wassermann ist er aber zusätzlich Triplizitätsherrscher, also ist er im Wassermann in Freude. Eine Ausnahme von dieser Logik bildet der Merkur, der in den Zwillingen und der Jungfrau herrscht und in den Zwillingen Triplizitätsherrscher ist. Dennoch ist er in der Jungfrau in Freude, weil der Merkur in der Jungfrau erhöht ist.
Die folgende Tabelle gibt einen Überblick:
| Planet  | Haus     | Zeichen    |
| ------- | -------- | ---------- |
| Sonne   | 9. Haus  | Löwe       |
| Mond    | 3. Haus  | Krebs      |
| Merkur  | 1. Haus  | Jungfrau   |
| Venus   | 5. Haus  | Stier      |
| Mars    | 6. Haus  | Skorpion   |
| Jupiter | 11. Haus | Schütze    |
| Saturn  | 12. Haus | Wassermann |

Ptolemäus erwähnt die Eigenschaft in seinem Tetrabiblos an einer Stelle. Er spricht davon, dass ein Planet „sich erfreut“ bzw. „in Freude ist“ (griechisch χαίρειν), und gibt anschließend eine etwas unklare Beschreibung der Umstände, unter denen dies der Fall ist.